# Tijeral (Chile)
Tijeral es una localidad chilena de la comuna de Renaico, en la Región de la Araucanía. Entre sus principales actividades económicas destaca la agricultura, la ganadería y la silvicultura.

## Ubicación
Tijeral se encuentra ubicado a orillas del río Vergara, norte de Angol sobre la troncal 180, donde se forman los esteros Tijeral y Araque.

## Historia y toponimia
Tijeral fue fundada el 28 de febrero de 1881 por las fuerzas expedicionarias de La Frontera durante la Ocupación de la Araucanía. Para comienzos del siglo XIX, la construccón ferroviaria le dio auge a la agricultura, industria forestal y porteña de la región.